# Жуан VI
Жуа́н VI (порт. João VI; 13 травня 1767 — 10 березня 1826) — король Португалії (1816—1826). Представник Браганського дому. З 1788 року носив титул принца Бразильського, з 1816 року — титул короля Сполученого королівства Португалії, Бразилії та Альгарви (з визнанням незалежності Бразилії у 1825 році — Португалії та Альгарви), кавалер орденів Підв'язки та Золотого руна. Прізвисько — Ми́лостивий (порт. o Clemente).
В 1825—1826 роках був одночасно королем Португалії та імператором Бразилії й носив титул «Його Імператорська і Найчесніша Величність».

## Імена
- Жуа́н VI (порт. João VI, ст.-порт. Joham VI) — у португальських джерелах.
- Жуа́н VI Аві́ський (порт. João VI de Avis) — за назвою династії.
- Жуа́н Ми́лостивий (порт. João, o Clemente) — за прізвиськом.
- Жуа́н VI Португа́льський (порт. João V de Portugal) — за назвою країни.
- Іва́н VI, Іоа́нн VI (лат. Ioannes VI), або Йога́нн V (сер. лат. Johannes VI) — у латинських джерелах.
- Хуа́н VI (ісп. Juan VI) — в іспанських джерелах.

## Біографія
Був другим сином португальської королеви Марії І та її чоловіка, Педру III, принца-консорта Бразильського. Марія-Франциска зайняла трон Португалії в 1777 році, а в 1788 році старший брат Жуана помер, через що він став спадкоємцем португальського трону.
У 1792 прийняв владу від імені своєї матері, Марії I, яка захворіла на психічний розлад (можливо, через порфирію). Він був вихований в релігійній атмосфері та був по природі слабохарактерною людиною, тому не був добре пристосованим до такої відповідальності та знаходився під сильним впливом своєї дружини, Шарлотти Іспанської.
У 1799 прийняв титул регента, який зберігав до смерті матері в 1816.
Восени 1807 року до Португалії вдерлися французькі наполеонівські війська, і все королівське сімейство втекло до Бразилії під ескортом британського флоту (Британія заздалегідь переконала португальців не поступатися вимогам Наполеона).
У 1816 визнаний і проголошений королем Португалії. Але він продовжував жити в Бразилії, яку, як регент, підняв до статусу королівства 16 грудня 1815.
1817 року для короля Жуана VI, який прийняв титул «король Сполученого королівства Португалії, Бразилії і Алгарве», була виготовлена спеціальна корона з золота, срібла, заліза і червоного оксамиту, без єдиного дорогоцінного каменю. Окрім корони були виготовлені й інші королівські клейноди: скіпетр, куля й мантія. Пізніше ця корона та інші клейноди використовувалася усіма наступними монархами Португалії.
Послідовне поширення незадоволеності таким станом у Португалії привело до мирної революції 24 серпня 1820 і проголошення конституційного уряду, до якого Жуан присягся на вірність після повернення до Португалії в 1821. У тому ж році, і знову в 1823, йому довелося присікти повстання, організовані його молодшим сином доном Мігелем, якого він кінець кінцем вислав із країни у 1824. Тим часом його старший син, Педро (також Педру), оголосив незалежність Бразилії від Португалії 7 вересня 1822. Він згодом був коронований як імператор Бразилії Педро I.
29 серпня 1825 року, за посередництва Великої Британії, в Ріо-де-Жанейро було підписано португальсько-бразильську мирну угоду між Королівством Португалія і самопроголошеною Бразильською імперією, чим формально завершено португальсько-бразильську війну.
Жуан VI відновив Педро як свого спадкоємця, сподіваючись на возз'єднання Бразилії і Португалії після його смерті.
Він залишався королем Португалії і номінально носив титул імператора Бразилії — «Його Імператорська і Найчесніша Величність» до своєї смерті 26 березня 1826 році.
Жуан помер в Лісабоні 10 березня 1826 та португальський трон успадкував його син Педро (як король Педро IV), проте об'єднання з Бразилією не відбулося.

## Родина

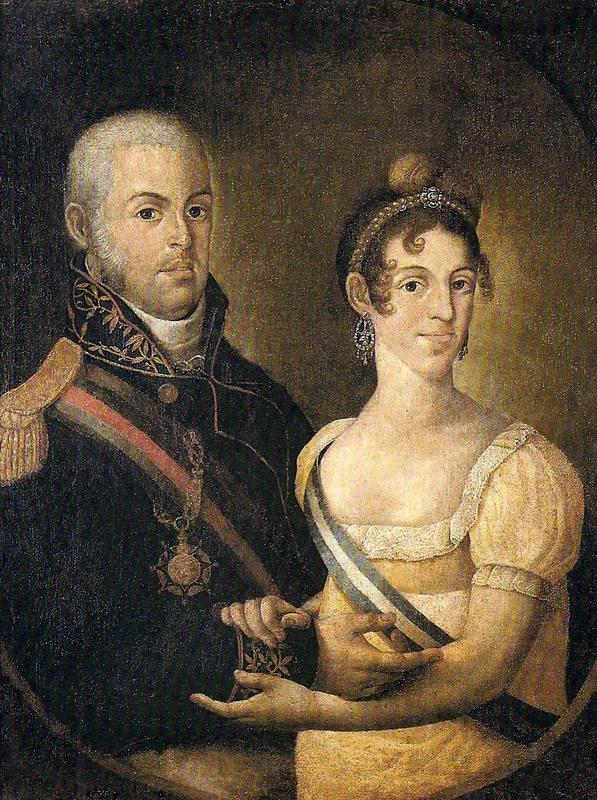
Портрет із дружиною роботи М. Д. де Олівейри, близько 1815 року, Національний історичний музей Бразилії

Дружина — Карлота Жоакіна, донька короля Іспанії Карла IV
Діти:
- Марія Тереза (1793—1874) — була двічі одружена, мала єдиного сина від першого шлюбу;
- Франсішку Антоніо (1795—1801) — 4-й принц Бейра, прожив 5 років;
- Марія Ізабелла (1797—1818) — дружина короля Іспанії Фернандо VII, мала доньку, яка померла немовлям;
- Педру I (1798—1831) — імператор Бразилії у 1822—1834 роках, король Португалії у 1826—1828 роках, був двічі одруженим, мав восьмеро дітей від обох шлюбів;
- Марія Франсішка (1800—1834) — дружина претендента на корону Іспанії дона Карлоса Старшого, мала трьох синів;
- Ізабелла Марія (1801—1876) — регентка Португалії у 1826—1828 роках, одружена не була, дітей не мала;
- Мігел (1802—1866) — король Португалії у 1828—1834 роках, був одруженим із німецькою принцесою Адельгейдою Льовенштайн-Вертгайм-Розенберзькою, мав семеро дітей;
- Марія (1805—1834) — одружена не була, дітей не мала;
- Ана де Хесус (1806—1857) — дружина дома Нуно Хосе Северо де Мендоси, мала п'ятеро дітей.